# Monte Tosc
Il monte Tosc (2.275 m s.l.m.), chiamato anche Tolstec, è una montagna della Slovenia, situata nella regione dell'Alta Carniola, fa parte delle Alpi Giulie. Si trova a sud del monte Tricorno e a nord della valle del Voje e a nord-est della valle del Krma. Fa parte del parco nazionale del Tricorno.

## Percorsi
- 3¾h a partire da Pokljuka (1340 m) (percorso facile)
- 4¼h a partire da Uskovnica (1200 m) (percorso impegnativo)